# Warren E. Burger

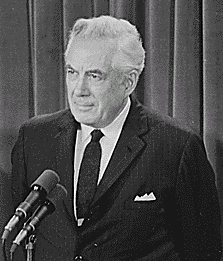
Warren Burger im Mai 1969 kurz nach seiner Ernennung zum Obersten Richter der USA

Warren Earl Burger (* 17. September 1907 in Saint Paul, Minnesota; † 25. Juni 1995 in Washington, D.C.) war ein US-amerikanischer Jurist und der 15. Oberste Richter der Vereinigten Staaten. Er leitete den Supreme Court als Nachfolger von Earl Warren von 1969 bis 1986; zuvor war er Richter am Bundesberufungsgericht für den Gerichtskreis Washington, D.C. gewesen. In seine Amtszeit fielen wichtige Entscheidungen zu Fragen der Abtreibung (Roe v. Wade), Todesstrafe und Gleichberechtigung. Sein Nachfolger wurde William H. Rehnquist, der seit 1972 Beisitzender Richter war. Seine letzte Ruhestätte ist der Nationalfriedhof Arlington.
Die American Philosophical Society verlieh ihm 1988 ihre Benjamin Franklin Medal for Distinguished Public Service.